# Cavalieri della Tavola Rotonda

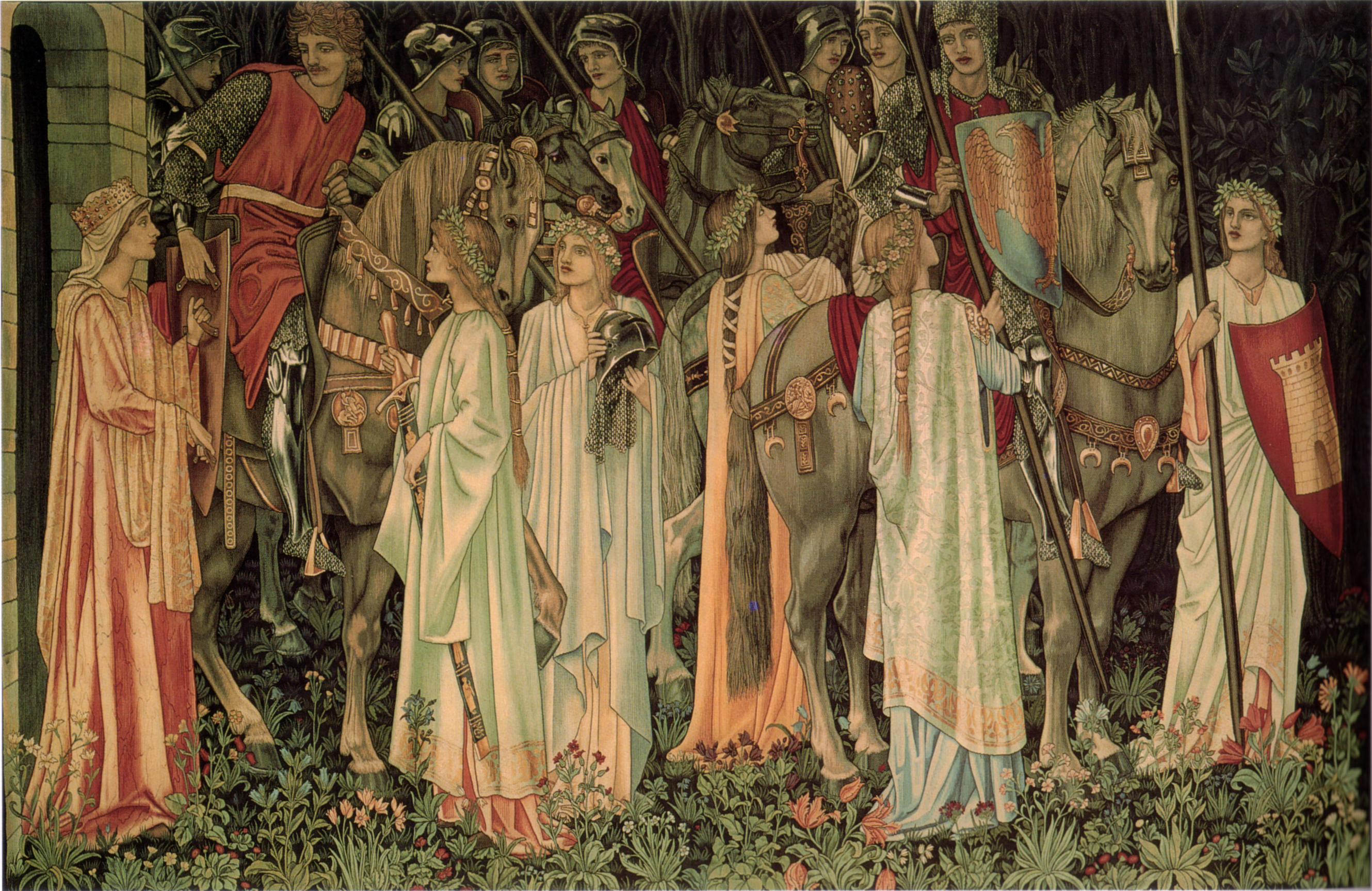
L'Armamento e la Partenza dei Cavalieri. Numero 2 degli arazzi del Santo Graal tessuti da Morris & Co. 1891-94 per Stanmore Hall. Lana e seta su ordito di cotone. Birmingham Museum & Art Gallery.

I cavalieri della Tavola Rotonda sono i cavalieri di rango più elevato della corte di re Artù, menzionati dalle leggende arturiane. La Tavola Rotonda, attorno alla quale i cavalieri si incontrano, è un simbolo dell'uguaglianza di tutti i suoi membri, perché il tavolo non avendo nessun capotavola rende i cavalieri tutti uguali. Ai cavalieri era assegnato il compito di mantenere la pace nel regno, e successivamente quello di intraprendere la ricerca del Santo Graal.
Il numero dei cavalieri varia di molto a seconda dei racconti, da 12 ad alcune centinaia, o anche 1600 secondo Layamon. Thomas Malory e Hartmann von Aue fissano il numero a 140, mentre Jean d'Outremeuse a 60. La Tavola Rotonda di Winchester, un manufatto inglese databile agli anni settanta del XIII secolo, elenca i nomi di 24 cavalieri. 300 fu il numero scelto da Edoardo III d'Inghilterra, quando decise di creare il suo Ordine dei Cavalieri della Tavola Rotonda nel 1344.

## Codice di comportamento
Sir Thomas Malory ne La morte di Artù descrive il loro codice comportamentale:
- Mai oltraggiare o compiere omicidio.
- Evitare l'inganno.
- Evitare la crudeltà e concedere pietà a chi la chiede.
- Soccorrere sempre le dame e le vedove.
- Non abusare mai di dame e vedove.
- Mai ingaggiare battaglia per motivi sbagliati quali amore e desiderio di beni materiali.

## Liste

### Lista generale

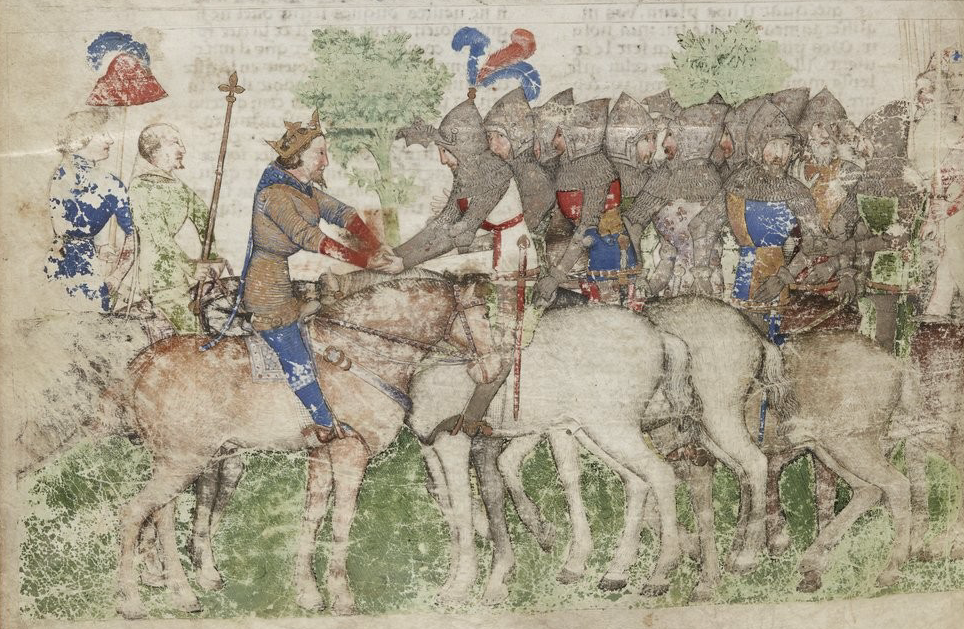
Re Artù e i suoi cavalieri, in un manoscritto italiano del XIV secolo del Ciclo della Vulgata.

Lista dei principali cavalieri menzionati da Chrétien de Troyes, dal ciclo della Vulgata e da altre opere:
- Sir Aglovale, figlio di Pellinore
- Sir Agravaine, fratello di Gawain
- Sir Ardbeg
- re Baudemago, padre di Sir Meleagant
- Sir Bedivere (Bedwyr)
- Sir Bleoberis de Ganis
- Sir Bors, re di Gannes (Gallia)
- Sir Brackla
- Sir Breunor il Nero
- Sir Cador
- Sir Calogrenant (Colgrevance)
- Sir Caradoc
- Sir Claudin
- Sir Costantino, divenne re dopo la morte di Artù
- Sir Dagonet, giullare di corte
- Sir Daniel von Blumenthal
- Sir Daniel, fratello di Sir Breunor e Sir Dinadan
- Sir Dodinel, (italianizzato Dodinello) detto il selvaggio
- Sir Dinadan, fratello di Sir Breunor e Sir Daniel
- Sir Ettore, padre adottivo di Artù
- Sir Ettore de Maris, figlio di re Ban di Benoic
- Sir Elyan il Bianco, figlio di sir Bors
- Sir Erec, (vedi anche Geraint)
- Sir Egawain, figlio di re George di Sassonsbury
- Sir Gaheris, fratello di Gawain
- Sir Galahad, figlio di Lancillotto del Lago
- Sir Gareth, detto Belle Manine fratello di Gawain
- Sir Gareth il Puro, figlio di Sir Kir di Norwich e cavaliere più giovane della tavola rotonda.
- Sir Gawain (Gawaine, Walganus, Balbhuaidh, Gwalchmai, Galvano) detto il fedele, nipote di Artù, sconfigge il Cavaliere Verde
- Sir Geraint (vedi anche Erec)
- Sir Gingalain, anche detto "Il bello sconosciuto", figlio di Gawain
- Sir Griflet, colui che gettò l'excalibur nel fiume esaudendo le volontà di Artù.
- re Hoel
- Sir Kay (Cai, Caius) figlio di sir Ettore
- Sir Lamorak del Galles, figlio di Pellinore
- Sir Lancillotto (Lancelot du Lac, padre di Sir Galahad)
- Re Leodegrance, padre di Ginevra, custode della Tavola Rotonda
- Sir Lionel
- Sir Lionel il Valoroso, figlio di Sir Charles di Nottingham
- Sir Lohengrin, Cavaliere del cigno (figlio di Sir Percival)
- Sir Lucano, maggiordomo di corte
- Sir Macduff
- Sir Meleagant, che rapì Ginevra
- Sir Mordred, figlio illegittimo o nipote di Artù, che distrusse il regno paterno/dello zio
- Sir Morholt
- Sir Mosè, primo cavaliere a cercare il Graal
- Sir Mortlach
- Sir Palamede il Saraceno
- Sir Pelleas, marito della Dama del Lago
- Sir Pellgarth (Pellegarth)
- Sir Pellinore
- Sir Percival (Perceval, Peredur, Parsifal), figlio di Pellinore
- Sir Rosebank
- Sir Sagramor
- Sir Safir, fratello di Palamede
- Sir Segwarides, fratello di Palamede
- Sir Talisker
- Sir Teaninich
- Sir Tomintoul
- Sir Tor, figlio di Pellinore
- Sir Tristano di Lioness
- re Uriens
- Sir Ywain (Yvain, Ivano), figlio di Uriens di Gore
- Sir Ywain il Bastardo, altro figlio di Uriens

### Tavola Rotonda di Winchester
La Tavola Rotonda di Winchester, un manufatto del XIII secolo, elenca i nomi di 24 cavalieri, oltre a quello di re Artù:
1. Alymere
2. Bedivere
3. Bleoberis
4. Bors de Ganis
5. Brunor le Noir
6. Dagonet
7. Degore
8. Ector de Maris
9. Galahad
10. Gareth
11. Gawain
12. Kay
13. Lamorak
14. Lancelot du Lac
15. La Cote Male Taile
16. Lucan
17. Le Bel Desconneu
18. Lionel
19. Mordred
20. Palamedes
21. Pelleas
22. Percival
23. Safir
24. Tristram de Lyones

### Thomas Malory
L'episodio di Thomas Malory "La guarigione di Sir Urry" nel Manoscritto di Winchester de La Morte di Artù elenca anche (oltre a molti dei precedenti) i seguenti cavalieri:
- Re Anguish d'Irlanda
- Earl Aristance
- Sir Azreal
- Sir Arrok
- Sir Ascamore
- Sir Balan
- Sir Barrant le Apres
- Sir Bellenger le Beau
- Sir Belliance le Orgulous
- Sir Blamor de Ganis
- Sir Bohart le Cure Hardy
- Sir Brandiles
- Sir Brian de Listinoise
- Sir Cardok
- Duca Chalance di Clarence
- Re Clariance di Northumberland
- Sir Clarus di Cleremont
- Sir Clegis
- Sir Clodrus
- Sir Crosslem
- Sir Damas
- Sir Degrave sans Villainy
- Sir Degrevant
- Sir Dinas le Seneschal de Cornwall
- Sir Dinas
- Sir Dodinas le Savage
- Sir Dornar
- Sir Drian
- Sir Edward di Orkney
- Sir Epinogris
- Sir Fergus
- Sir Florence
- Sir Gahalantine
- Sir Galihodin
- Sir Galleron di Galway
- Sir Gauter
- Sir Gillimer
- Sir Grummor Grummorson
- Sir Gumret le Petit
- Sir Harry le Fils Lake
- Sir Hebes
- Sir Hebes le Renowne
- Sir Hectimere
- Sir Herminde
- Sir Hervis de la Forest Savage
- Sir Ironside
- Sir Kay l'Estrange
- Earl Lambaile
- Sir Lambegus
- Sir Lamiel
- Sir Lavain
- Sir Lovell
- Sir Mador de la Porte
- Sir Marrok
- Sir Melias de l'Isle
- Sir Melion of the Mountain
- Sir Meliot de Logris
- Sir Menaduke
- Sir Morganor
- Sir Morthlach
- Re Nentres
- Sir Neroveus
- Sir Ozanna le Cure Hardy
- Sir Pelgart
- Sir Perimones
- Sir Persant
- Sir Pertolepe
- Sir Petipace di Winchelsea
- Sir Plaine de Fors
- Sir Plenorius
- Sir Priamus
- Sir Reynold
- Sir Sadok
- Sir Selises
- Sir Sentrail
- Sir Severause le Breuse
- Sir Suppinabiles
- Sir Talisker
- Earl Ulbawes
- Sir Urry
- Sir Varghius
- Sir Villiars the Valiant

## Nella cultura di massa
Nella serie di videogiochi di ruolo giapponese Final Fantasy, vi è un'invocazione, apparsa per la prima volta in Final Fantasy VII, che prende il nome di "Knights of the Round". Quando invocati, si manifestano tredici eroi che altri non sono che il leggendario re Artù e i suoi mitici cavalieri. Quando appaiono, sono soliti attaccare uno alla volta, sferrando ciascuno una tecnica devastante, per poi cedere il passo al loro sovrano, che conclude con un solo colpo della sua spada luminosa, Excalibur.